# Plasy
Plasy (Duits: Plass) is een Tsjechische stad in de regio Pilsen, en maakt deel uit van het district Plzeň-sever. Plasy telt 2993 inwoners (2023).

## Bezienswaardigheden
- Klooster Plasy